# Поносова
Поносова — деревня в Кудымкарском районе Пермского края. Входит в состав Егвинского сельского поселения. Располагается на левом берегу Велвы северо-восточнее от города Кудымкара. Расстояние до районного центра составляет 21 км. По данным Всероссийской переписи населения 2010 года, в деревне проживало 112 человек (55 мужчин и 57 женщин).

## История
По данным на 1 июля 1963 года, в деревне проживало 296 человек. Населённый пункт входил в состав Батинского сельсовета.